# Sea Keong Loh
Sea Keong Loh (chinês simplificado: 罗熙强; chinês tradicional: 羅熙強; pinyin: Luó Xīqiáng; em cantonais jyutping O4 Hei1 Koeng4), nascido a 2 de novembro de 1986 é um ciclista malaio, que em 2014 correu pela equipa Giant-Shimano, equipa no que permaneceu durante uma temporada. Na actualidade milita nas bichas do conjunto Thailand Continental Cycling Team.

## Palmarés
2008
- 1 etapa do Tour da Tailândia

2013
- 1 etapa do Tour da Tailândia
- 1 etapa do Tour de Singkarak
- Jelajah Malaysia